# کشتار بزرگ مد روز جنوبی
کشتار بزرگ مد روزی جنوبی(The Great Southern Trendkill) هشتمین آلبوم استودیویی توسط گروه هِوی متال آمریکایی پنترا است که در تاریخ ۷ مه ۱۹۹۶ توسط رکوردهای ایست وست منتشر شد. در نمودار بیلبورد ۲۰۰ به شماره ۴ رسید و موفق شد ۱۶ هفته در این نمودار بماند. به دلیل تنش و درگیری در درون گروه، فیل آنسلمو آوازها را به تنهایی در استودیو Nothing ترنت رزنور در نیواورلئان ضبط کرد در حالی که دایمبگ دارل، رکس براون و وینی پال موسیقی را در استودیوی چیسین جیسون در باغ دالورورتینگتون ضبط کردند.

## محتوا
"سیلاب ها"، طولانی‌ترین آهنگ این آلبوم، حاوی تکنوازی گیتار است که از نظر بسیاری به عنوان بهترین دیمباگ دارل شناخته می‌شود. مجله گیتار جهانی آن را به عنوان پانزدهمین تکنواز گیتار برتر در همه زمان‌ها، بالاترین رتبه دیمباگ از سه سولو برای تهیه این لیست رأی داد (دو نفر دیگر به عنوان تکنفره او از " گورستان گیتس "، در رتبه ۳۵ و " قدم زدن "، در رتبه ۵۷ قرار گرفتند). .
این آلبوم به عنوان مطالب بارگیری برای گروه راک، به استثنای " یادداشت خودکشی (ترانه) " در دسترس است. "10's" در دوبله Funimation فیلمدراگون بال زد در سال ۲۰۰۳ به نمایش درآمد.

## موسیقی و اشعار
به عنوان تهاجمی‌ترین آلبوم پنترا تا به امروز، The Great Southern Trendkill به دلیل داشتن بسیاری از فریادها مشهور است، برجسته‌ترین در "Suicide Note Pt. II" و "The Great Southern Trendkill" و در عین حال برخی از آهنگ‌ها از سریعترین آهنگ‌های بلند و کم تنظیم‌ترین گیتارها ("زیرزمینی در آمریکاً و "(تکرار) پوست ماسهبازی" با تنظیم قطره G اجرا شد) که گروهی تاکنون ضبط کرده‌است. همچنین ماهیت تجربی بیشتری دارد، مانند گیتارهای صوتی و تصنیف.
برخلاف سه آلبوم بزرگ لیبل Pantera، آوازها معمولاً به صورت دوتایی دنبال می‌شوند و لایه بندی می‌شوند تا جلوه ای «شیطانی» تر ایجاد کنند. نمونه ای از این را می‌توان در گروه موسیقی «۱۳ قدم به هیچ جا» شنید، هنگامی که صدای آواز خواننده فیل آنسلمو توسط جیغ‌های بلند، که توسط ست پوتنم از گروه Anal Cunt انجام می‌شود، حمایت می‌شود. فریادهای ساخته شده توسط Phil Anselmo روی آهنگ "The Great Southern Trendkill" با ست ست پاتنم مقایسه شد.

مضامین متن ترانه در The Trendkill بزرگ جنوبی شامل مواد مخدر، سیل است که به پایان می‌رسد بشر، پیدا کردن معنی عمیق‌تر، عصبانیت و رسانه‌ها. این آلبوم دارای عناصر Thrash metal و death metal در عین حال آلبوم فلزی شیار است.
| بررسی انتقادی | بررسی انتقادی |
| منبع          | رتبه‌بندی      |
| ------------- | ------------- |

- ملودی ساز (۵/۲۵/۹۶، ص. ۴۹) - "این باعث می‌شود مغز من صدمه دیده، آب چشمانم و دستگاه تناسلی من مانند یک لاک پشت مبهوت جمع شود. با توجه به نوع آلبوم موجود نمی‌توانم به توصیه بالاتر فکر کنم. اگر این احساس مرا گرم و گرسنه یا اشک آور و دوست داشتنی ایجاد کند، آنگاه این امر باعث نارضایتی ترسناک توسط چراغ‌های خود خواهد شد. "
- <i id="mwZw">چرخش</i> (۷/۹۶، ص. ۹۶) - "... سرعت بالایی و سرگرمی کامل تابستانی: بلادهای قدرت پیچ خورده، نان تست سبک به سبک رپ، ملودی‌های تقریباً ارزش رادیویی، به علاوه همه پرش‌های درام جکامر مناسب، ضربات کشتی گیر و گیتار لرز. . ""

در ۱۲ اوت ۲۰۱۶ ، پنترا از طریق رسانه‌های اجتماعی اعلام کرد که نسخه بیستمین سالگرد بزرگ The Trendkill بزرگ در ۲۱ اکتبر منتشر می‌شود. مجدداً دو دیسک وجود دارد که شامل نسخه مجدد آلبوم اصلی و همچنین ۱۲ آهنگ منتشر نشده‌است. انتظار می‌رود این موارد شامل سازها و همچنین میکس‌های جایگزین و ضبط‌های زنده از جشنواره دینامو در سال ۱۹۹۸ باشد. علاوه بر این، یک LP جداگانه با نام The Great Southern Outtakes منتشر خواهد شد. این LP شامل ترانه‌هایی خواهد بود که به غیر از معرفی و ترکیب اولیه "Suicide Note Part l" در دیسک ۲ از تراندکیل نیز منتشر شده‌است. همهٔ ترانه‌ها توسط Pantera نوشته شده‌است.
| شماره      | نام                                | مدت   |
| ---------- | ---------------------------------- | ----- |
| ۱.         | «The Great Southern Trendkill»     | ۳:۴۷  |
| ۲.         | «War Nerve»                        | ۴:۵۳  |
| ۳.         | «Drag the Waters»                  | ۴:۵۵  |
| ۴.         | «10's»                             | ۴:۴۹  |
| ۵.         | «13 Steps to Nowhere»              | ۳:۳۷  |
| ۶.         | «Suicide Note Pt. I»               | ۴:۴۴  |
| ۷.         | «Suicide Note Pt. II»              | ۴:۱۹  |
| ۸.         | «Living Through Me (Hells' Wrath)» | ۴:۵۰  |
| ۹.         | «Floods»                           | ۶:۵۹  |
| ۱۰.        | «The Underground in America»       | ۴:۳۳  |
| ۱۱.        | «(Reprise) Sandblasted Skin»       | ۵:۳۹  |
| مجموع مدت: | مجموع مدت:                         | ۵۳:۰۵ |

| Japanese edition bonus track | Japanese edition bonus track                           | Japanese edition bonus track |
| شماره                        | نام                                                    | مدت                          |
| ---------------------------- | ------------------------------------------------------ | ---------------------------- |
| ۱۲.                          | «Walk» (Live at the Hollywood Palladium, CA 6/27/1992) | ۵:۲۹                         |

- فیل انسلمو- آوازهای سرب، آوازهای پشتیبان -دایمبگ دارل گیتار سرب، گیتار ریتم؛ پشتوانه آواز؛ گیتار آکوستیک ۱۲ رشته‌ای در "Suicide Note Pt. I"
- رکس براون - آواز باس، پشتیبان
- وینی پل - طبل، آواز پشتیبان
- ست پوتنم - آوازهای اضافی در "ترندکیل بزرگ جنوبی"، "اعصاب جنگ"، "۱۳ قدم به هیچ جاً و "توجه به خودکشی Pt. II".
- راس کارپلمن - صفحه کلید در "توجه به خودکشی Pt. من" و "زندگی از طریق من (خشم جهنم)".
- تری تاریخ - تهیه‌کننده، ضبط، اختلاط
- وینی پل - تهیه‌کننده، ضبط، اختلاط
- پنترا - تهیه‌کننده
- اولریش وحشی - ضبط همزمان

| نمودار (۱۹۹۶)                    | اوج {{سخ}} موقعیت |
| -------------------------------- | ----------------- |
| نمودار آلبوم‌های استرالیا         | 2                 |
| نمودار آلبوم‌های اتریشی           | 14                |
| نمودار آلبوم‌های بلژیک (فلاندر)   | 22                |
| نمودار آلبوم‌های بلژیکی (والونیا) | 19                |
| آلبوم‌های دانمارکی (Hitlisten)    | ۱۴                |
| نمودار آلبوم‌های هلندی            | 61                |
| نمودار آلبوم‌های فنلاندی          | 4                 |
| نمودار آلبوم‌های آلمانی           | 33                |
| نمودار آلبوم‌های نیوزیلند         | 15                |
| نمودار آلبوم‌های نروژی            | 14                |
| نمودار آلبوم‌های سوئدی            | 7                 |
| نمودار آلبوم‌های سوئیس            | 37                |
| نمودار آلبوم انگلستان            | 17                |
| بیلبورد ۲۰۰ ایالات متحده         | 4                 |

ویرایش انجام شده توسط دانشجو دانشگاه شهید بهشتی
1. 1 2  "CD Gallery - Pantera". No Life 'til Metal.
2. ↑  "Pantera offers up easy-access disc "[پیوند مرده]. The Spectator - Hamilton, Ont. Krewen, Nick. Jun 20, 1996 Page: 4
3. ↑  Kaye, Don (2003). "The Best of Pantera: Far Beyond the Great Southern Cowboys' Vulgar Hits!". Warner Music Group.
4. ↑  "Floods by Pantera". Songfacts.
5. ↑  "Drag The Waters by Pantera". Songfacts.
6. ↑  Strauss, Neil. "2 Bands, 2 Kinds Of Anger". The New York Times. (August 27th, 1996)
7. ↑  "Pantera - We know you have been waiting (not so) patiently... - Facebook".
8. ↑  "PANTERA's 'The Great Southern Trendkill: 20th Anniversary Edition' To Include Previously Unreleased Recordings". 12 August 2016.
9. ↑  "Pantera's 'The Great Southern Trendkill' Gets 20th Anniversary Edition".
10. ↑  "Pantera - The Great Southern Trendkill". australian-charts.com.
11. ↑  "Pantera - The Great Southern Trendkill". austriancharts.at.
12. ↑  "Pantera - The Great Southern Trendkill". ultratop.be.
13. ↑  "Pantera - The Great Southern Trendkill". ultratop.be.
14. ↑  "Listen - Danmarks Officielle Hitliste - Udarbejdet af AIM Nielsen for IFPI Danmark - Uge 19". Ekstra Bladet (به Danish). Copenhagen. 1996-05-12.{{cite news}}:  نگهداری یادکرد:زبان ناشناخته (link)
15. ↑  "Pantera -The Great Southern Trendkill". dutchcharts.nl.
16. ↑  "Pantera - The Great Southern Trendkill". finnishcharts.com.
17. ↑  "Chartverfolgung / Pantera / Longplay" (به آلمانی). Musicline.de. Archived from the original on 2 April 2015. Retrieved 7 January 2020.
18. ↑  "Pantera - The Great Southern Trendkill". charts.nz.
19. ↑  "Pantera - The Great Southern Trendkill". norwegiancharts.com.
20. ↑  "Pantera - The Great Southern Trendkill". swedishcharts.com.
21. ↑  "Pantera - The Great Southern Trendkill". hitparade.ch.
22. ↑  Zywietz, Tobias. "Chart Log UK: Rodney P. – The Pussycat Dolls". Zobbel.